# دارين كوربيت
دارين كوربيت (بالإنجليزية: Darren Corbett)‏ (9 يوليو 1972 ببلفاست في المملكة المتحدة - ) هو ملاكم بريطاني.

## إحصائيات
خاض خلال مسيرته 38 نزالا، فاز في 29 وتعادل في 1 وخسر في 8. فاز بالضربة القاضية في 16 نزالا.

## روابط خارجية
- دارين كوربيت على موقع بوكس ريك (الإنجليزية) (registration required)